# Japanologie im deutschsprachigen Raum
Die Seite Japanologie im deutschsprachigen Raum bietet einen Überblick über Japanologie als Fach an deutschsprachigen Universitäten und Forschungseinrichtungen. Für Geschichte und Zielsetzungen des Studienfaches siehe Japanologie.

## Japanologie bzw. Studiengänge mit Japan-Bezug im deutschsprachigen Raum (Stand 2023)
| Universität / Hochschule                                                                         | Schwerpunkte | Studiengänge | Professoren                                                                                   |
| Universität Augsburg (Forschungsstelle für japanisches Recht)                                    | Japanisches Recht                                                                                                   | Keine; Lehrveranstaltungen für Studiengänge der Juristischen Fakultät | Johannes Kaspar                                                                               |
| Freie Universität Berlin (Ostasiatisches Seminar / Japanologie)                                  | Kulturwissenschaft, Sozialwissenschaft                                                                              | - B.A. Japanstudien / Ostasienwissenschaften (6 Semester) - B.A. Integrierte Japanstudien (8 Semester, 2 Auslandssemester integriert) - 60-ECTS-Modulangebot Japanstudien - 30-ECTS-Modulangebot Japanstudien - M.A. Japanologie (4 Semester) - M.A. Integrierte Japanstudien (2 Semester) - M.A. Global East Asia (4 Semester)                                | - Verena Blechinger-Talcott - Elena Giannoulis - Irmela Hijiya-Kirschnereit - Cornelia Reiher |
| Humboldt-Universität zu Berlin (Seminar für Ostasienstudien)                                     | Internationale Kontakte Ostasien                                                                                    | - B.A. Regionalstudien Asien / Afrika (6 Semester) - Regionalstudien Asien / Afrika, Nebenfach (60 ECTS) - M.A. Asien / Afrikastudien (4 Semester) - M.A. Global Studies (4 Semester) - M.A. Global History (4 Semester) | Keine                                                                                         |
| Ruhr-Universität Bochum (Fakultät für Ostasienwissenschaften)                                    | Geschichte Japans, Japanische Sprachwissenschaft, Japan im Kontext Ostasiens                                        | - B.A. Japanologie (6 Semester oder 7 bzw. 8 mit Japanaufenthalt) - B.A. Japanologie, Nebenfach (65 ECTS) - B.A. Wirtschaft und Politik Ostasiens (6 Semester) - M.A. Japanologie (4 Semester) - M.A. Politik Ostasiens (4 Semester) - M.A. Ostasienwissenschaften (4 Semester) - M.A. International Political Economy of East Asia (4 Semester)               | - Katja Schmidtpott - Sven Osterkamp                                                          |
| Universität Bonn (Abteilung für Japanologie und Koreanistik)                                     | Kulturwissenschaft, Sozialwissenschaft                                                                              | - B.A. Asienwissenschaften, Profil Japanologie, Kernfach (6 Semester) - B.A. Japanisch, Begleitfach (36 ECTS) - M.A. Asienwissenschaften, Schwerpunkt Japanologie (4 Semester) - M.A. Teach (4 Semester, 1 Auslandssemester verpflichtend) | - Harald Meyer - Reinhard Zöllner - Daniel F. Schley                                          |
| Hochschule Bremen (Fakultät Wirtschaftswissenschaften)                                           | Wirtschaftswissenschaft, Regionalwissenschaft                                                                       | B.A. Angewandte Wirtschaftssprachen und Internationale Unternehmensführung, Studienschwerpunkt Japan (8 Semester, 2 Auslandssemester verpflichtend) | Tim Goydke                                                                                    |
| Technische Universität Dresden (Ostasienzentrum)                                                 | | Regionalstudium Ostasien / Japan (unabhängig vom Studiengang belegbar, 20 SWS) | Keine                                                                                         |
| Universität Duisburg-Essen (Institut für Ostasienwissenschaften)                                 | Soziologie, Wirtschaftswissenschaft, Politikwissenschaft                                                            | - B.A. Ostasienstudien, Profil Japanisch (8 Semester, 2 Auslandssemester integriert) - M.A. Contemporary East Asian Studies (4 Semester) - M.A. Modern East Asian Studies (2 Semester) | - Florian Coulmas - Axel Klein - Karen Shire                                                  |
| Heinrich-Heine-Universität Düsseldorf (Institut für Modernes Japan)                              | Kulturwissenschaft, Sozialwissenschaft                                                                              | - B.A. Modernes Japan Kernfach (6 Semester) - B.A. Plus „Kultur- und Sozialwissenschaftliche Japanforschung“ (8 Semester, 2 Auslandssemester verpflichtend) - B.A. Modernes Japan, Ergänzungsfach (5 Semester) - B.A. Transkulturalität (6 Semester) - M.A. Modernes Japan (4 Semester) - M.A. Kultur- und Sozialwissenschaftliche Japanforschung (2 Semester) | - Harald Conrad - Andrea Germer - Annette Schad-Seifert - Christian Tagsold                   |
| Friedrich-Alexander-Universität Erlangen-Nürnberg (Department Alte Welt und Asiatische Kulturen) | Kultur- und Medienwissenschaft, Sozialwissenschaft                                                                  | - B.A. Japanologie, Erstfach (6 Semester) - B.A. Japanologie, Zweitfach (70 ECTS) - M.A. Digitale Japanstudien (4 Semester) - M.A. Imperien und Transkontinentale Räume (4 Semester) | - Fabian Schäfer - Ayaka Löschke                                                              |
| Universität Frankfurt am Main (Institut für Japanologie)                                         | Literaturwissenschaft, Kulturwissenschaft, Kultur- und Ideengeschichte, Rechtswissenschaft, Wirtschaftswissenschaft | - B.A. Japanologie (6 Semester) - B.A. Japanologie, Nebenfach - Ergänzungsbereich Japanische Sprach- und Kulturwissenschaft (in B.A. Empirische Sprachwissenschaft, 8 Semester) - Schwerpunkt Japanische Sprach- und Kulturwissenschaft (5 Semester) - M.A. Japan in der Welt: Globale Herausforderungen, kulturelle Perspektiven (4 Semester)                 | - Lisette Gebhardt - Michael Kinski                                                           |
| Martin-Luther-Universität Halle-Wittenberg (Orientalisches Institut / Seminar für Japanologie)   | Geschichte von Moderne und Gegenwart                                                                                | - M.A. Japanologie, Teilstudiengang (4 Semester) | Christian Oberländer                                                                          |
| Universität Hamburg (Asien-Afrika-Institut)                                                      | Kultur-, Geistes-, Religions- und Literaturgeschichte                                                               | - Internationaler Bachelor Ostasien-Japan (8 Semester, 1 bzw. 2 Auslandssemester verpflichtend) - Nebenfach Bachelor Ostasien-Japan (6 Semester) - M.A. Japanologie (4 Semester) - M.A. Buddhist Studies (4 Semester) | - Steffen Döll - Kerstin Fooken - Eike Großmann - Jörg B. Quenzer                             |
| Universität Heidelberg (Institut für Japanologie)                                                | Literatur, Geistesgeschichte, Politik und Gesellschaft                                                              | - B.A. Ostasienwissenschaften-Japanologie (6 Semester, möglich als 75%-, 50%-, oder 25%-Fach) - M.A. Japanologie (4 Semester) - M.A. Konferenzdolmetschen Japanisch | - Judit Árokay - Hans Martin Krämer                                                           |
| Universität zu Köln (Japanologie)                                                                | Kulturwissenschaft in Geschichte und Gegenwart, Didaktik des Japanischen                                            | - B.A. Japanische Kultur in Geschichte und Gegenwart (6 Semester, 2-Fach-Studiengang) - M.A. Japanische Populär- und Medienkultur (4 Semester) - B.A. Unterrichtsfach Japanisch (6 Semester) - M. Ed. (4 Semester) | - Stephan Köhn - Monika Unkel                                                                 |
| Universität Leipzig (Ostasiatisches Institut)                                                    | Cultural Studies, Media Studies                                                                                     | - B.A. Japanologie (6 Semester) - M.A. Japanologie (4 Semester) | - Nadin Heé                                                                                   |
| Hochschule für Wirtschaft und Gesellschaft Ludwigshafen (Ostasieninstitut)                       | Wirtschaftswissenschaft                                                                                             | - B.Sc. International Business Management (East Asia) (8 Semester, 2 Auslandssemester verpflichtend) | - Frank Rövekamp                                                                              |
| Johannes Gutenberg-Universität Mainz (Allgemeine und Vergleichende Sprachwissenschaft)           | Japanische Sprache                                                                                                  | - Japan-Studien (36 ECTS, im Rahmen anderer Studiengänge) |                                                                                               |
| Ludwig-Maximilians-Universität München (Japan-Zentrum)                                           | Geschichte, Literatur, Gesellschaft, Politik, Wirtschaft, Kultur                                                    | - B.A. Japanologie (6 Semester) - M.A. Japanologie (4 Semester) - B.A. Nebenfach Antike und Orient (60 ECTS) - M.A. Religion und Philosophie in Asien (4 Semester) - BWL-Wahlbereich Economy and Society in Japan | - Martin Lehnert - Evelyn Schulz - Gabriele Vogt - Klaus Vollmer - Franz Waldenberger         |
| Universität Trier (Japanologie)                                                                  | Literatur, Theater, Gender, Medien, Populärkultur, Sprachlehre                                                      | - B.A. Japanologie Hauptfach (6 Semester) - B.A. Japanologie Nebenfach (6 Semester) - M.A. Japanologie Kernfach (4 Semester) - M.A. Japanologie Nebenfach (2 Semester) - Wahlpflichtfach Japanologie (in allen Studiengängen des Fachbereichs IV wählbar) | - Hilaria Gössmann - Andreas Regelsberger                                                     |
| Eberhard Karls Universität Tübingen (Asien-Orient-Institut / Abteilung für Japanologie)          | Modernes Japan, Religion im gegenwärtigen Japan, Geschichte Japans                                                  | - B.A. Japanologie Hauptfach (8 Semester, 2 Semester Auslandsaufenthalt integriert) - B.A. Japanologie Nebenfach (6 Semester) - M.A. Japanologie (4 Semester bzw. 2 nach 8-Semester-B.A.) - M.A. Politik und Gesellschaft Ostasiens | - Robert Horres - Monika Schrimpf - Fynn Holm                                                 |
| Universität Wien (Institut für Ostasienwissenschaften / Japanologie)                             | Sozialwissenschaft, Kulturwissenschaft                                                                              | - B.A. Japanologie (6 Semester) - M.A. Japanologie (4 Semester) | - Wolfgang Manzenreiter - Ina Hein                                                            |
| Julius-Maximilians-Universität Würzburg (Sinologie)                                              | | Japonicum (4 Semester, als Allgemeine Schlüsselqualifikation) |                                                                                               |
| Universität Zürich (Asien-Orient-Institut / Japanologie)                                         | Philologie, Kulturwissenschaft, Sozialwissenschaft                                                                  | - B.A. Japanologie Major (120 ECTS) - B.A. Japanologie Minor (60 ECTS) - M.A. Japanologie Major (90 ECTS) - M.A. Japanologie Minor (30 ECTS) | - David Chiavacci - Raji C. Steineck                                                          |